# Golpe de Estado nas Ilhas Salomão em 2000
O golpe de Estado nas Ilhas Salomão ocorreu em 5 de junho de 2000, na capital Honiara. O evento surgiu como resultado das tensões étnicas de longa data que eclodiram a partir do final da década de 1990. A ascensão de grupos políticos armados acabou por terminar no golpe de Estado, em que o primeiro-ministro, Bartholomew Ulufa'alu, foi feito refém pelo grupo militante Força Águia de Malaita.

## Situação política
As Ilhas Salomão são uma monarquia constitucional, que conquistou a independência em 1978. Em 1997, Bartholomew Ulufa'alu sucedeu Solomon Mamaloni, como primeiro-ministro das Ilhas Salomão. Parte da campanha de Ulufa'alu incluiu o objetivo de implementar reformas no serviço público e nas finanças para acabar com a corrupção e má gestão do governo, na sequência da renúncia de seu antecessor Solomon Mamaloni, após acusações de corrupção. A reestruturação do serviço público de Ulufa'alu, incluindo o corte de mais de quinhentos empregos, lhe rendeu o apoio de bancos estrangeiros. Em meados de 1998, o governo de Ulufa'alu sobreviveu a um voto de desconfiança após a deserção de seis parlamentares.

### Estado de emergência
Em 17 de junho de 1999, o governo declarou estado de emergência que durou quatro meses. O estado de emergência foi decretado devido à escalada da violência entre grupos políticos armados perto da capital, Honiara. Também nessa época, a violência étnica estava começando a surgir na Província Ocidental, com várias casas sendo incendiadas na Nova Geórgia. Esta violência étnica na Província Ocidental também foi causada pela migração interna dos malaitanos, o que desagrada as populações locais. Em junho de 1999, o premiê da Província Ocidental, Clement Base, expressou seu desdém pelos colonos malaitanos na rádio nacional. Este evento levou a uma reunião com os membros ocidentais do Parlamento Nacional em Honiara, onde os participantes se desculparam publicamente pelas declarações de Base, com receio de que isso resultasse em uma escalada dos combates. A reunião terminou com a proposta do Acordo de Munda, que visava dirimir a violência étnica e a tensão na região. Além do Acordo de Munda, a assinatura do Acordo de Paz de Honiara, apelou ao desarmamento dos grupos políticos em Honiara, encerrando o período de violência. O governo de Ulufa'alu durante este período limitou a comunicação da imprensa e a liberdade de associação, bem como concedeu mais poder à força policial.

## Eventos
A Força Águia de Malaita encenou um golpe de Estado em 5 de junho de 2000. O evento ocorreu como resultado da visão do grupo de que o governo falhou em lidar adequadamente com a crise étnica. Foi em 5 de junho que Andrew Nori e a Força Águia de Malaita invadiram Honiara e fizeram o primeiro-ministro refém sob a mira de uma arma. Uma vez refém, a Força Águia de Malaita, forçou o primeiro-ministro Bartholomew Ulufa'alu a renunciar e declarou guerra ao rival Movimento pela Liberdade de Isatabu. Ele teve dois dias para anunciar sua renúncia, mas isso foi posteriormente prorrogado até a reunião do Parlamento que se realizaria na quinta-feira seguinte.  A Força Águia de Malaita neste momento iniciou uma ofensiva contra o Movimento de Liberdade de Isatabu, afastando os bloqueios das estradas da cidade. Durante este tempo, a Força Águia de Malaita controlava a capital e mantinha o primeiro-ministro sob forte vigilância. Em 30 de junho, o parlamento elegeu um novo primeiro-ministro, Manasseh Sogavare, que era o líder da oposição.

## Consequências econômicas
Ao longo da tensão étnica crescente em 2000, a economia das Ilhas Salomão foi afetada negativamente. O produto interno bruto da nação diminuiu quatorze por cento em 2000. Acredita-se também que até outubro de 2000, mais de oito mil empregos foram perdidos. A capital, Honiara, onde ocorreu a maior parte dos combates e o golpe de Estado, perdeu muitos trabalhadores por causa da violência e da migração malaita de volta a Malaita. Devido às incursões do Movimento pela Liberdade de Isatabu na mina de Gold Ridge (de Guadalcanal) esta fechou, perdendo um dos principais contribuintes para o dinheiro estrangeiro. Assim como a mina, as exportações de madeira caíram 13% em 2000, por causa dos bloqueios de estradas estabelecidos pela Força Águia de Malaita e pelo Movimento pela Liberdade de Isatabu. Em Guadalcanal, plantações também foram destruídas e equipamentos foram roubados, assim como gado sendo morto para alimentação por soldados do Movimento pela Liberdade de Isatabu. Casas, edifícios e infraestrutura foram destruídos, incluindo uma estação de água em Kongulae, deixando Honiara sem água dessa fonte. Além da economia doméstica, o país não conseguiu negociar internacionalmente petróleo e gás devido à insuficiência de fundos no Banco Central.